# Општина Фрумушица (Галац)
Фрумушица (рум. Frumuşiţa) општина је у Румунији у округу Галац.
Oпштина се налази на надморској висини од 38 m.